# Абрамчик, Рюдигер
Рю́дигер Абра́мчик (нем. Rüdiger Abramczik; род. 18 февраля 1956, Гельзенкирхен, Северный Рейн-Вестфалия) — немецкий футболист, выступавший на позиции нападающего, и тренер.

## Карьера

### Клубная
Рюдигер Абрамчик, младший брат которого Фолькер также играл за «Шальке 04», пришёл в главную команду Гельзенкирхена в возрасте восьми лет, после того как его отыскал скаут «кнаппенов» Бернхард Клодт. Фридель Рёш порекомендовал молодого Абрамчика тогдашнему тренеру «Шальке 04» Ивице Хорвату, чувствуя, что футболист сможет заиграть на высоком уровне.
В начале сезона Бундеслиги 1973/74 «Шальке 04» отправился на игру со «Штутгартом», где Ивица Хорват доверил Рюдигеру место в стартовом составе. Тогда, 11 августа 1973 года, «Шальке 04» проиграл 0:3, хет-триком отметился Герман Олихер, но Абрамчик стал самым молодым игроком Бундеслиги на то время. Выходя на поле 14 раз за сезон в Бундеслиге, Рюдигер Абрамчик стал одним из ключевых игроков «Шальке 04».
В конце сезона 1979/80 Абрамчик присоединился к главным недругам «кобальтовых». В дортмундской «Боруссии» он пробыл до 1983 года, пока не перешёл в «Нюрнберг». Проведя сезон в «Нюрнберге», он отправился в Стамбул, в «Галатасарай». После «Галатасарая» Абрамчик отправился во Вторую Бундеслигу. И, наконец, после 2 лет, проведённых в «Рот-Вайссе», Рюдигер Абрамчик вернулся в «Шальке 04» в октябре 1987 года. В 1991 году нападающий закончил карьеру.

### В сборной
Стадион «Рейн Энерги» засвидетельствовал дебют Абрамчика в сборной 27 апреля 1977 года, когда немцы под руководством Хельмута Шёна обыграли сборную Северной Ирландии со счётом 5:0.
За сборную ФРГ Абрамчик сыграл только 19 матчей в периоде с 1977 год по 1979 год. Последний матч за сборную немец сыграл против сборной Мальты, который завершился со счётом 0:0.

### Тренерская
Рюдигер Абрамчик начал тренерскую карьеру в качестве помощника Петера Нойрурера в «Саарбрюккене». После этого он тренировал «Антальяспор», «Левски» из Софии, «Кернтен», «Карпа», «Мюлейм-Карлих» и «Металлург» из Лиепаи.

## Достижения

### Игрока
- Серебряный призёр чемпионата ФРГ: 1977
- Чемпион Турции: 1984/85

### Тренера
- Чемпион Латвии: 2009